# Galeopsis angustifolia
La canapetta a foglie strette (nome scientifico Galeopsis angustifolia Ehrh. ex Hoffm.) è una piccola pianta erbacea dai fiori labiati appartenente alla famiglia delle Lamiaceae.

## Etimologia
Linneo nel 1753 nel creare il nome generico di queste piante ha pensato indubbiamente alla forma di “elmo” del labbro superiore della corolla. Galeopsis è un antico nome greco/latino (derivato da "galea" = casco) già usato da Gaio Plinio Secondo (Como, 23 – Stabiae, 25 agosto 79]), scrittore, ammiraglio e naturalista romano, per qualche pianta simile alle ortiche. L'epiteto specifico (angustifolia) deriva dalla forma delle foglie: strette e lanceolate.
Il nome scientifico della specie è stato definito per la prima volta dal botanico svizzero Jakob Friedrich Ehrhart (Holderbank, 4 novembre 1742 – Herrenhäuser, 26 giugno 1795) perfezionato in seguito dal botanico germanico Georg Franz Hoffmann (1760 - 1826) nella pubblicazione "Deutschlands Flora oder Botanisches Taschenbuch - Ed. II. 8. (1795)" del 1795.

## Descrizione

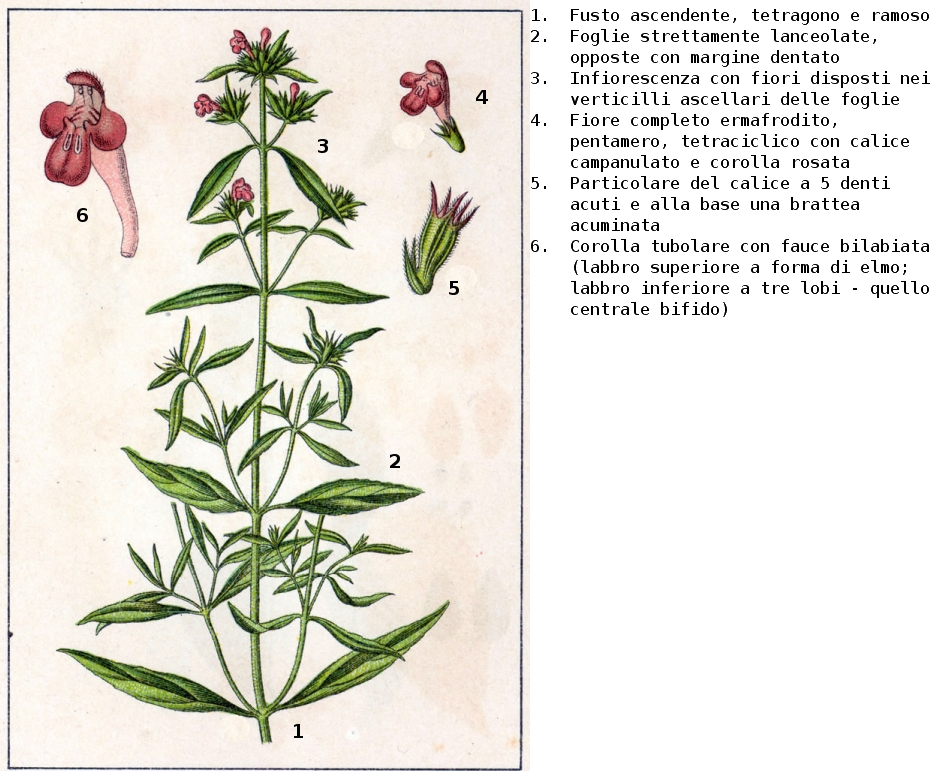
Descrizione delle parti della pianta

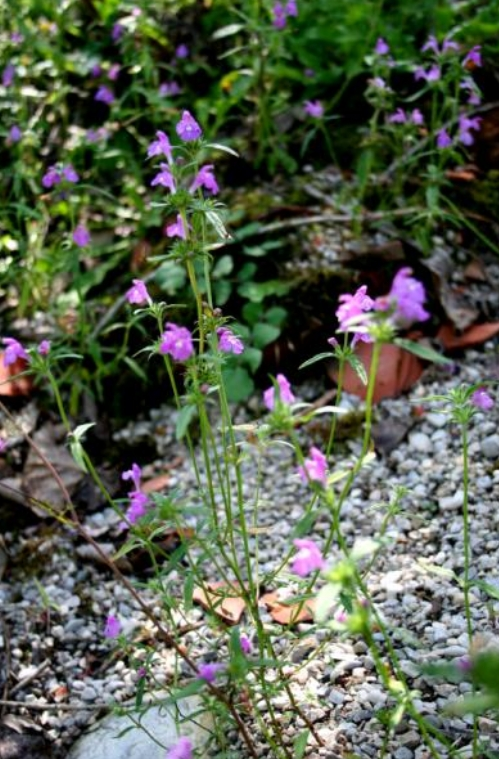
Il portamento

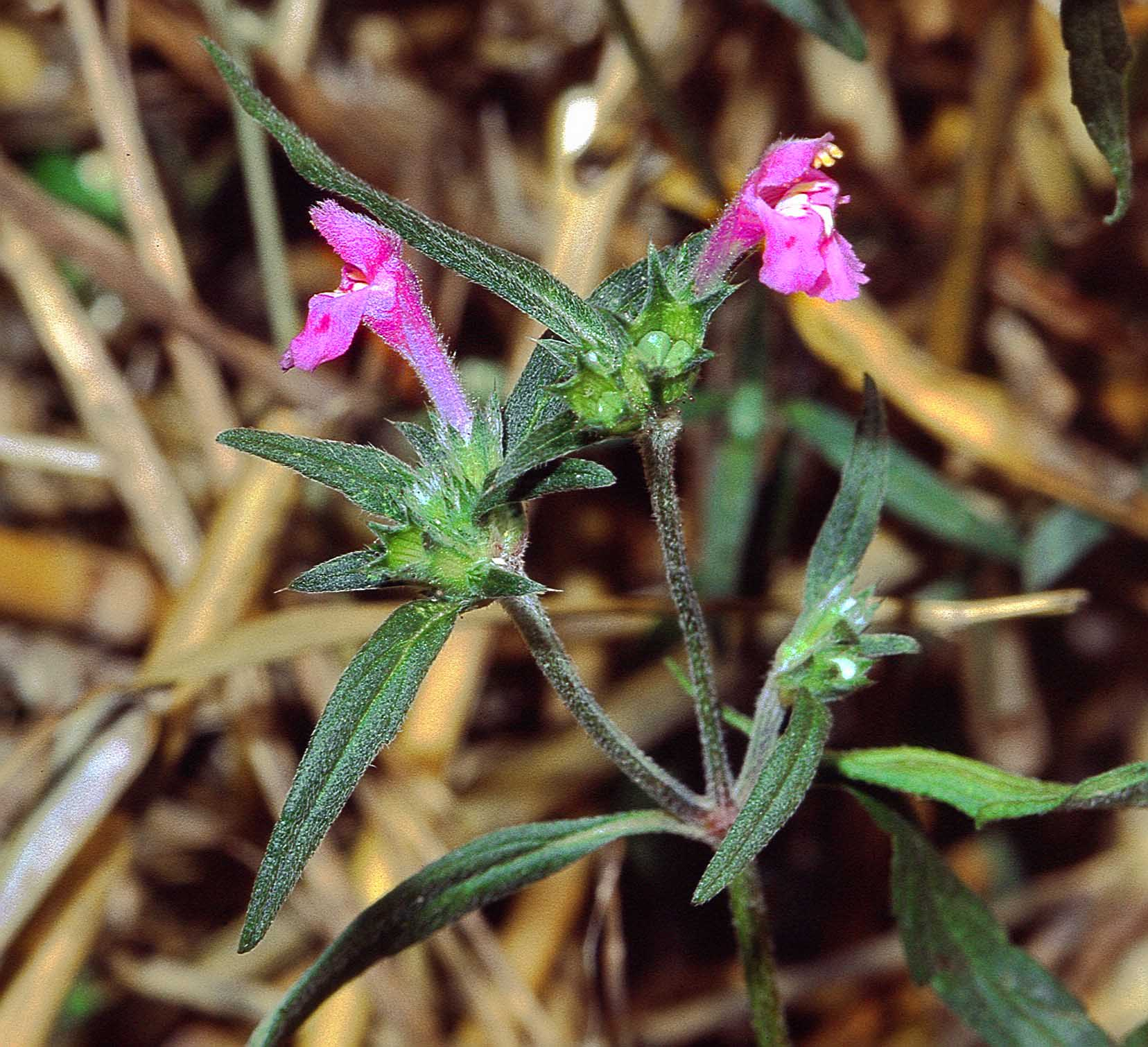
Le foglie

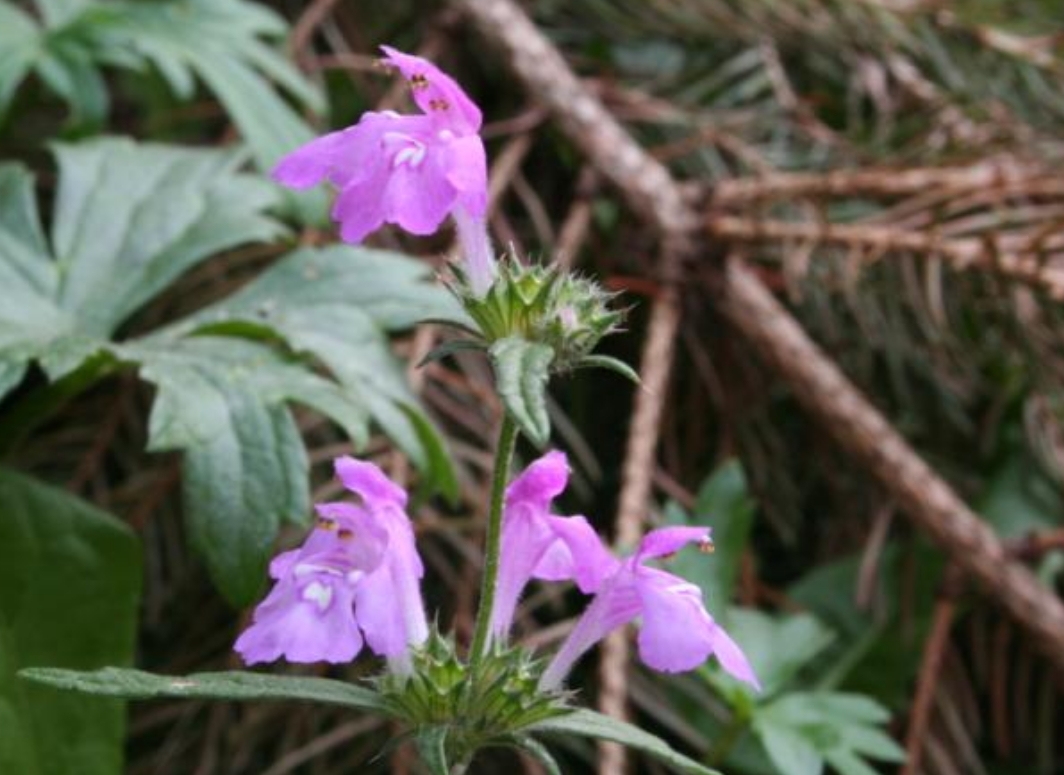
Infiorescenza

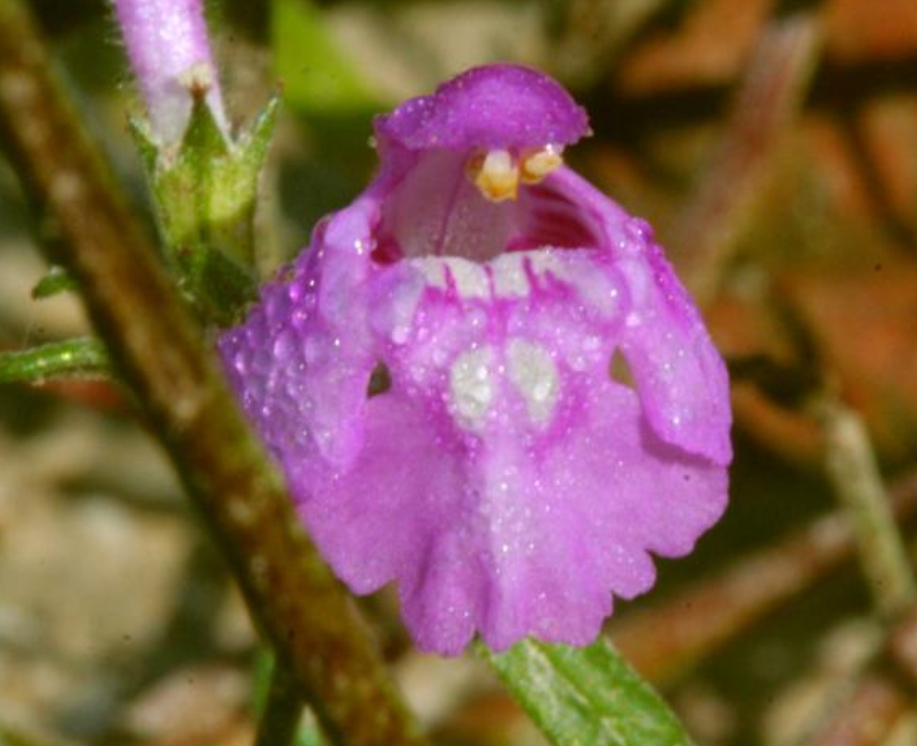
Il fiore

Questa specie di piante può raggiungere i 30 – 40 cm di altezza. La forma biologica è terofita scaposa (T scap), ossia in generale sono piante erbacee che differiscono dalle altre forme biologiche poiché, essendo annuali, superano la stagione avversa sotto forma di seme e sono munite di asse fiorale eretto e spesso privo di foglie.

### Radici
Le radici sono del tipo a fittone.

### Fusto
La parte aerea del fusto è ascendente e a sezione tetragona a causa della presenza di fasci di collenchima posti nei quattro vertici, mentre le quattro facce sono concave. In alto è ramoso e ai nodi è privo di ingrossamenti. La superficie presenta dei peli crespi appressati non ghiandolosi e neppure rigidi. Non è pruinoso.

### Foglie
Le foglie sono strettamente lanceolate (5 – 10 volte più lunghe che larghe) e a disposizione opposta; il margine fogliare può essere intero o poco dentato (2 – 4 denti per lato). Entrambe le pagine fogliari presentano dei peli sparsi.  Sono brevemente picciolate o sub – sessili. Dimensione delle foglie: larghezza 2 – 5 mm; lunghezza 20 – 30 mm.

### Infiorescenza
L'infiorescenza è formata da fiori (6 – 10 fiori) disposti in verticillastri all'ascella delle foglie superiori, ed è sorretta da brattee acuminato – spinose (quasi lesiniformi) molto simili alle foglie vere e proprie. Le brattee del verticillo superiore sono disposte in modo opposto.

### Fiore
I fiori sono ermafroditi, zigomorfi (il calice è più o meno attinomorfo), tetraciclici (con i quattro verticilli fondamentali delle Angiosperme: calice– corolla – androceo – gineceo) e pentameri (calice e corolla sono formati da cinque elementi). Lunghezza del fiore: 14 – 20 mm.
- Formula fiorale. Per questa specie la formula fiorale della famiglia è la seguente:[9][11]

X, K (5), [C (2+3), A 2+2], G (2), supero, drupa (4 nucole)
- Calice: il calice gamosepalo e sub-attinomorfo è strettamente campanulato a 10 nervi con 5 denti acuti lunghi tutti uguali. Il calice è lievemente pubescente (peli opachi) oppure è subglabro. Dimensione del tubo calicino: 4 – 6 mm; lunghezza dei denti 3 – 4 mm.
- Corolla: la corolla zigomorfa e gamopetala è a forma tubolare; i 4[12]/5 petali sono completamente fusi nella tipica forma bilabiata di questa famiglia. All'apice la corolla si allarga per dare spazio a due labbra. I labbro superiore ha il margine intero e la forma ricorda quella di un elmo. Il labbro inferiore è trilobo: quello centrale è bifido fin dalla base con una sporgenza centrale più chiara (a forma di dente cavo sui due lati); i due lobi laterali più piccoli sporgono penduli all'esterno. Il colore della corolla è rosa intenso quasi rosso - purpureo con macchie bianche (posizionate nella parte interna delle fauci). Le fauci della corolla sono prive dell'anello di peli presente invece in altri generi della famiglia delle Lamiaceae. Il tubo corollino è lungo 1 – 2 cm. Dimensione delle labbra: 4 – 5 mm.
- Androceo: l'androceo possiede quattro stami didinami e sporgenti dalla corolla e posizionati sotto il labbro superiore. I filamenti sono adnati alla corolla. Le antere sono biloculari. Le teche sono più o meno distinte. La deiscenza è longitudinale per due valve. I granuli pollinici sono del tipo tricolpato o esacolpato.
- Gineceo: l'ovario (tetraloculare) è supero formato da 2 carpelli saldati (ovario bicarpellare). Lo stilo, inserito alla base dell'ovario (stilo ginobasico), ha lo stigma bifido.
- Fioritura: da giugno a ottobre.

### Frutti
Il frutto è uno schizocarpo (tetrachenio) formato da quattro nucule arrotondate all'apice e glabre.

## Riproduzione
- Impollinazione: l'impollinazione avviene tramite insetti (impollinazione entomogama) mediante ditteri, imenotteri, e lepidotteri (meno frequentemente).[8]
- Riproduzione: la fecondazione avviene fondamentalmente tramite l'impollinazione dei fiori (vedi sopra).
- Dispersione: i semi cadendo a terra sono dispersi soprattutto da insetti tipo formiche (disseminazione mirmecoria).

## Distribuzione e habitat

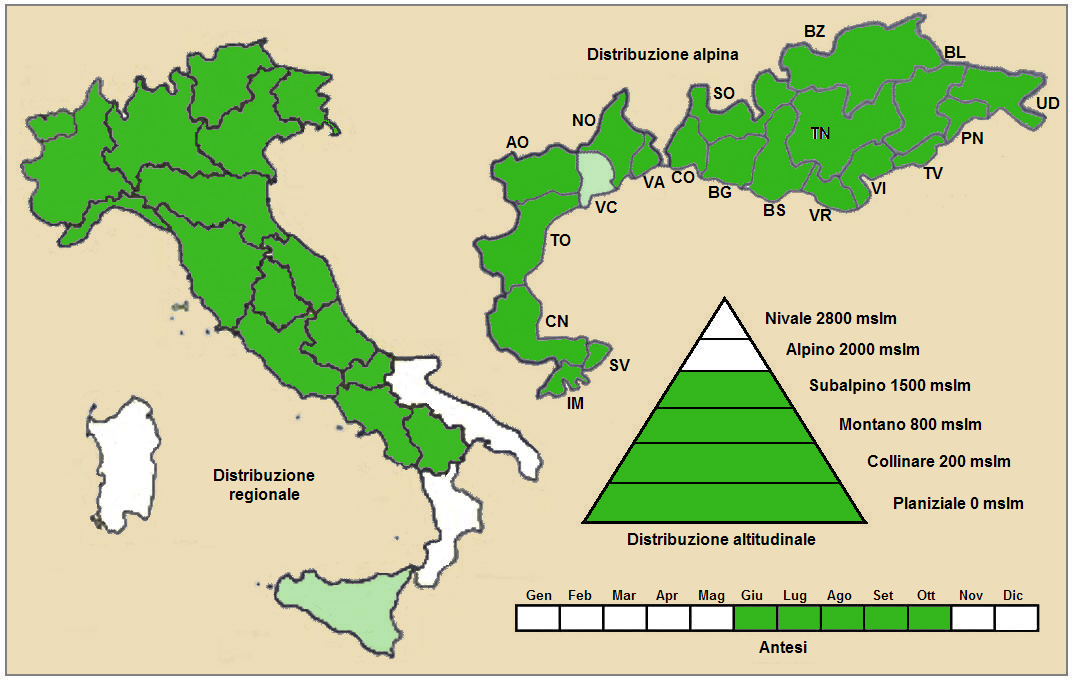
Distribuzione della pianta
(Distribuzione regionale – Distribuzione alpina)

- Geoelemento: il tipo corologico (area di origine) è Nord-Mediterraneo (Eurimediterraneo) o anche Sud Europeo.
- Distribuzione: è una specie comune e quindi distribuita in tutta Europa. In Italia si trova al nord e al centro. Alcune ricerche fatte in Inghilterra hanno comunque rilevato un certo declino della presenza di questa pianta in varie zone d'Europa. Questo a causa di un diffuso uso di diserbanti e fertilizzanti e di uno sviluppo altamente produttivo di varietà coltivate. Nelle Alpi è ovunque comune, mentre sugli altri rilievi europei collegati alle Alpi si trova nella Foresta Nera, Massiccio del Giura, Massiccio Centrale, Pirenei, Monti Balcani e Carpazi.[15]
- Habitat: la pianta può vegetare in vari habitat quali coltivi pietrosi, cave di ghiaia, ma anche in terreni detritici e lungo le massicciate ferroviarie o argini dei fiumi. La specie è basifila, per questo di preferenza si trova in zone petrose. La sua distribuzione è correlata con vegetazione aperta e suoli ben drenati posti in località soleggiate. Il substrato preferito è calcareo con pH basico, bassi valori nutrizionali del terreno che deve essere secco.[15]
- Distribuzione altitudinale: sui rilievi queste piante si possono trovare fino a 1700 m s.l.m.; frequentano quindi i seguenti piani vegetazionali: collinare, montano e subalpino (oltre a quello planiziale – a livello del mare).

### Fitosociologia

#### Areale alpino
Dal punto di vista fitosociologico alpino Galeopsis angustifolia appartiene alla seguente comunità vegetale:
- Formazione: delle comunità delle fessure delle rupi e dei ghiaioni

- Classe: Thalaspietea rotundifolii

- Ordine: Stipetalia calamagrostis

- Alleanza: Stipion calamagrostis

#### Areale italiano
Per l'areale completo italiano Galeopsis angustifolia appartiene alla seguente comunità vegetale:
- Macrotipologia: vegetazione casmofitica, glareicola ed epifitica.

- Classe: Thlaspietea rotundifolii 

- Ordine: Stipetalia calamagrostis

- Alleanza: Stipion calamagrostis

L'alleanza Stipion calamagrostis è relativa alle comunità di ghiaioni mobili calcarei, che si sviluppano nelle aree da collinari a montane, o altri substrati ricchi di basi. In genere costituisce stadi dinamici bloccati. Questa alleanza si trova sulle Alpi, sui Carpazi e nelle zone submediterranee dell'Europa.

## Tassonomia
La famiglia di appartenenza della specie (Lamiaceae), molto numerosa con circa 250 generi e quasi 7000 specie, ha il principale centro di differenziazione nel bacino del Mediterraneo e sono piante per lo più xerofile (in Brasile sono presenti anche specie arboree). Per la presenza di sostanze aromatiche, molte specie di questa famiglia sono usate in cucina come condimento, in profumeria, liquoreria e farmacia. Il genere Galeopsis si compone di qualche decina di specie, otto delle quali vivono in Italia. Nelle classificazioni più vecchie la famiglia è chiamata Labiatae.
Il numero cromosomico di Galeopsis angustifolia è: 2n = 16..
Alcuni Autori per questa specie considerano valido il nome scientifico Galeopsis ladanum L..

### Variabilità
Per la specie Galeopsis angustifolia sono riconosciute le seguenti sottospecie:
- Galeopsis angustifolia subsp. angustifolia: è la stirpe più diffusa ed è presente in Italia.
- Galeopsis angustifolia subsp. carpetana (Willk.) Lainz. 1963 - Distribuzione: Francia e Spagna.

### Ibridi
Con altre specie Galeopsis angustifolia forma il seguente ibrido intraspecifico (non presente sul territorio italiano):
- Galeopsis x wirtgenii F. Ludwig, 1877 – Ibrido fra: Galeopsis angustifolia e Galeopsis segetum

### Sinonimi
Questa entità ha avuto nel tempo diverse nomenclature. L'elenco seguente indica alcuni tra i sinonimi più frequenti:
- Dalanum angustifolium (Ehrh. ex Hoffm.) Dostál
- Galeopsis balatonensis (Borbás) Degen (1894)
- Galeopsis bertetii Perrier & Songeon
- Galeopsis calcarea Schonheit (1832)
- Galeopsis canescens Schultes (1809)
- Galeopsis carpetana Willk. (1852) (sinonimo = G. angustifolia subsp. carpetana)
- Galeopsis filholiana Timb.-Lagr. (1854)
- Galeopsis glabra Des Étangs (1876)
- Galeopsis ladanum L. subsp. angustifolia (Hoffm.) Gaudin (1834)
- Galeopsis ladanum L. subsp. calcarea (Schonheit) P. Fourn. (1928)
- Galeopsis ladanum L. subsp. carpetana (Willk.) O. Bolòs & Vigo (1983) (sinonimo = G. angustifolia subsp. carpetana)
- Galeopsis ladanum L. subsp. filholiana (Timb.-Lagr.) Nyman (1881)
- Galeopsis ladanum L. subsp. glabra (Des Etangs) Berher in L. Louis  (1887)
- Galeopsis ladanum L. subsp. ladanum var. angustifolia (Ehrh. ex Hoffm.) Wallr.
- Galeopsis ladanum L. subsp. angustifolia Gaudin
- Galeopsis ladanum L. var. calcarea (Schonheit) P. Fourn.(1937)
- Galeopsis ladanum L. var. kerneri Briq.
- Galeopsis orophila Timb.-Lagr.
- Ladanella angustifolia (Ehrh. ex Hoffm.) Pouzar & Slavíková
- Ladanum angustifolium (Ehrh. ex Hoffm.) Slavíková

## Altre notizie
La galeopside a foglie strette in altre lingue è chiamata nei seguenti modi:
- (DE)  Schmalblättrige Ackerhohlzahn
- (FR)  Galéopsis à feuilles éntroites
- (EN)  Red Hemp-nettle